# Курохіме-Мару
Курохіме-Мару (Kurohime Maru) — транспортне судно, яке під час Другої світової війни взяло участь у операціях японських збройних сил у Малаї та архіпелазі Бісмарка.

## Передвоєнна історія
Судно спорудили під назвою SS War Parsee в 1920 році на верфі Lithgows Ltd у Глазго для The Shipping Controller. Майже одразу його власником стала норвезька компанія Fearnley&Eger, котра перейменувала його на SS Bogstad. З 1922 року судно належало іншій норвезькій компанії Glittre.
У 1924-му новим власником стала японська компанія Kurohime Kisen, яка перейменувала судно в Курохіме-Мару.
30 вересня 1941 судно реквізували для потреб Імперського флоту Японії.

## Операція у Малаї
13 грудня 1941 Курохіме-Мару разом зі ще 7 суднами вийшло із в'єтнамського порту Камрань, маючи на борту 5-ту піхотну дивізію. Під вечір 16 грудня судна почали розвантаження в сіамському порту Паттані на східному узбережжі півострова Малакка, за декілька десятків кілометрів від кордонів британської Малаї (можливо відзначити, що перші війська японці десантували на півострів Малакка ще 8 грудня).

## Операції в архіпелазі Бісмарка
25 січня 1943-го судно вийшло з японського порту Саєкі у складі конвою «W» — одного з багатьох, проведення яких здійснювалось у межах операції «Військові перевезення № 8» (No. 8 Military Movement, 8-Go Enshu Yuso). Метою цих транспортних перевезень було постачання головної передової бази в Рабаулі (острів Нова Британія у архіпелазі Бісмарка), з якої провадились операції на Соломонових островах та сході Нової Гвінеї.
28 березня 1943 Курохіме-Мару вийшло із Рабаулу у складі конвою, котрий прямував на Палау — важливий транспортний хаб на заході Каролінських островів. Ввечері наступного дня коновой виявив підводний човен Tuna, що взявся його переслідувати, і вранці 30 березня в районі за чотири сотні кілометрів на північний захід від острова Новий Ганновер випустив три торпеди. Дві з них поцілили та потопили Курохіме-Мару, при цьому загинуло 27 пасажирів та 9 членів екіпажу.